# William Palmer

Der Londoner Verhandlungssaal im Prozess um William Palmer

William Palmer (* 6. August 1824 in Rugeley, Staffordshire, England; † 14. Juni 1856 in Stafford) war von Beruf Arzt und wurde als Serienmörder bekannt.
Er wurde für die Ermordung seines Bekannten John Parsons Cook verurteilt und öffentlich hingerichtet. Angeblich wurde Cook mit Strychnin vergiftet. Aufgrund der großen öffentlichen Aufmerksamkeit wurde befürchtet, in Staffordshire keine unabhängigen Geschworenen zu finden. Es wurde eigens ein Gesetz verabschiedet, um den Gerichtsstand nach London zu verlegen.
Palmer wurde eine Reihe weiterer Giftmorde vorgeworfen, darunter der Mord an seiner eigenen Frau, vier seiner fünf Kinder, seiner Schwiegermutter und seinem Bruder.
Seine Wachsfigur stand über 127 Jahre in Madame Tussauds Kammer des Schreckens.